# Пери-кала
Пери-кала (азерб. Pəri qala) — крепость, расположенная к северо-западу от села Юхары Чардахлар Загатальского района Азербайджана. Построена, по одним данным, в III—IV вв., согласно другим — в XII—XIII вв. или в конце XIV века. Согласно распоряжению Кабинета Министров Азербайджанской Республики об исторических и культурных памятниках, крепость Пери является памятником архитектуры национального значения. По словам историка Мухаммеда Гаджиахмедова, крепость, согласно преданиям, была построена в период Сасанидов в IV—V вв. В отличие от других крепостей, расположенных на территории Азербайджана, крепость Пери отличается тем, что она высечена внутри горы.

## Строение и расположение крепости
Крепость Пери расположена в 300 метрах от села Юхары Чардахлар на обрывистой части горы, на высоте 150—200 метров от земли. Общая площадь крепости равна около 30 квадратным метрам. Для того, чтобы добраться до крепости существовала высеченная из скалы тропа шириной 1-1,5 метра, остатки которой сохранились и по сей день.
Внутри крепости расположены три комнаты. Тропа, ведущая к крепости, является труднопроходимой и делает крепость практически недосягаемой. По словам историка Мухаммеда Гаджиахмедова, некогда в крепости существовали ступеньки, которые со временем разрушились. Также, согласно Гаджиахмедову, в крепость были проведены водяные каналы при помощи камышовых труб.

## Легенды о крепости
Историк Мухаммед Гаджиахмедов заявляет, что само название села (Чардахлар) также связано с крепостью. Так, слово «Чартак» означает «храм огня на скале». Согласно другой легенде, в этой крепости укрывалась спасавшаяся от иноземных захватчиков девушка по имени Пери и, чтобы не сдаться врагам, она бросилась с этой крепости, после чего крепость стали называть крепостью Пери. По предположениям Гаджиахмедова, название «Крепость Пери» могло появиться в VIII веке, в период арабских завоеваний. Гаджиахмедов также отмечает, что когда-то у подножья крепости была некая могила, которая со временем также разрушилась.
Некоторые исследователи, согласно Гаджиахмедову, относят постройку крепости к XII—XIII векам или к периоду правления Эмира Тимура, то есть к концу XIV века. Так, согласно другой легенде, войскам Тимура, пытавшимся взять крепость, противостояли войска, которыми командовала женщина по имени Пери. Когда Тимуру доложили о неприступности крепости, тот заявил, что лично возьмёт крепость и сделает её защитницу своей женщиной. Однако, Пери отказалась сдаться войскам Тимура и после долгих сражений Тимуру удалось взять крепость. Пери же, чтобы не сдаться врагу, бросилась вниз со скалы. Предполагается, что после этого события крепость могла называться крепостью Пери.

## Фильм «Пери Гала»
В 2007 году кинокомпания «Нариманфильм» сняла короткометражный художественный фильм «Пери Гала», действия которого разворачивались вокруг крепости. Режиссёром фильма был Ильгар Сафат. Съёмки фильма проходили в селе Юхары Чардахлар, жители которого также были заняты в картине.